# Vélo de cristal

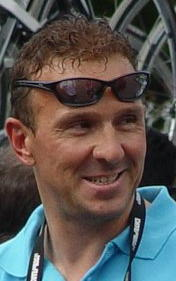
Avec cinq prix, Johan Museeuw est le coureur le plus récompensé.

Le Vélo de cristal (en néerlandais : Kristallen fiets) est un prix remis par le journal belge Het Laatste Nieuws et récompensant le meilleur cycliste belge de l'année. Il est remis pour la première fois en 1992. Le lauréat est désigné par un vote des journalistes de tous les journaux belges, des délégués de la Royale ligue vélocipédique belge, des entraîneurs fédéraux et des anciens lauréats. Avec cinq prix, Johan Museeuw est le coureur le plus récompensé. Deux spécialistes du cyclo-cross ont été récompensés : Paul Herijgers (1994) et Sven Nys (2007 et 2013).
Des prix réservés au meilleur jeune coureur de l'année et au meilleur directeur sportif sont également décernés, respectivement depuis 1994 et 2000. Depuis 2005, un prix est remis à l'« équipier de l'année » (« helper van het jaar» ou « Zweetdruppel»). Celui-ci est élu par les lecteurs de Het Laatste Nieuws et non par le journal lui-même. À partir de 2016, l'équivalent féminin du vélo de cristal est décerné, puis le trophée de la meilleure jeune à partir de 2023. En 2024, un prix récompensant la carrière est décerné.

## Palmarès
| Année | Vélo de cristal       | Meilleur jeune        | Meilleur directeur sportif              | Meilleur équipier    | Vélo de cristal féminin | Meilleure jeune | Carrière       |
| ----- | --------------------- | --------------------- | --------------------------------------- | -------------------- | ----------------------- | --------------- | -------------- |
| 1992  | Dirk De Wolf          | Pas attribué          | Pas attribué                            | Pas attribué         | Pas attribué            | Pas attribué    | Pas attribué   |
| 1993  | Johan Museeuw         | Pas attribué          | Pas attribué                            | Pas attribué         | Pas attribué            | Pas attribué    | Pas attribué   |
| 1994  | Paul Herijgers        | Kristof Trouvé (nl)   | Pas attribué                            | Pas attribué         | Pas attribué            | Pas attribué    | Pas attribué   |
| 1995  | Johan Museeuw (2)     | Leif Hoste            | Pas attribué                            | Pas attribué         | Pas attribué            | Pas attribué    | Pas attribué   |
| 1996  | Johan Museeuw (3)     | Glenn D'Hollander     | Pas attribué                            | Pas attribué         | Pas attribué            | Pas attribué    | Pas attribué   |
| 1997  | Johan Museeuw (4)     | Sven Nys              | Pas attribué                            | Pas attribué         | Pas attribué            | Pas attribué    | Pas attribué   |
| 1998  | Tom Steels            | Sven Nys              | Pas attribué                            | Pas attribué         | Pas attribué            | Pas attribué    | Pas attribué   |
| 1999  | Frank Vandenbroucke   | Kevin Hulsmans        | Pas attribué                            | Pas attribué         | Pas attribué            | Pas attribué    | Pas attribué   |
| 2000  | Andreï Tchmil         | Jurgen Van Goolen     | Patrick Lefevere et Johan Bruyneel      | Pas attribué         | Pas attribué            | Pas attribué    | Pas attribué   |
| 2001  | Rik Verbrugghe        | Tom Boonen            | Jef Braeckevelt                         | Pas attribué         | Pas attribué            | Pas attribué    | Pas attribué   |
| 2002  | Johan Museeuw (5)     | Kevin De Weert        | Johan Bruyneel                          | Pas attribué         | Pas attribué            | Pas attribué    | Pas attribué   |
| 2003  | Peter Van Petegem     | Johan Vansummeren     | Johan Bruyneel                          | Pas attribué         | Pas attribué            | Pas attribué    | Pas attribué   |
| 2004  | Tom Boonen            | Niels Albert          | Patrick Lefevere                        | Pas attribué         | Pas attribué            | Pas attribué    | Pas attribué   |
| 2005  | Tom Boonen (2)        | Niels Albert          | José De Cauwer                          | Kevin Hulsmans       | Pas attribué            | Pas attribué    | Pas attribué   |
| 2006  | Tom Boonen (3)        | Dominique Cornu       | Patrick Lefevere                        | Gert Steegmans       | Pas attribué            | Pas attribué    | Pas attribué   |
| 2007  | Sven Nys              | Niels Albert          | Johan Bruyneel                          | Johan Vansummeren    | Pas attribué            | Pas attribué    | Pas attribué   |
| 2008  | Philippe Gilbert      | Jan Bakelants         | Johan Bruyneel                          | Mario Aerts          | Pas attribué            | Pas attribué    | Pas attribué   |
| 2009  | Philippe Gilbert (2)  | Kris Boeckmans        | Johan Bruyneel                          | Stijn Vandenbergh    | Pas attribué            | Pas attribué    | Pas attribué   |
| 2010  | Philippe Gilbert (3)  | Yannick Eijssen       | Marc Sergeant                           | Mario Aerts          | Pas attribué            | Pas attribué    | Pas attribué   |
| 2011  | Philippe Gilbert (4)  | Tosh Van der Sande    | John Lelangue                           | Jelle Vanendert      | Pas attribué            | Pas attribué    | Pas attribué   |
| 2012  | Tom Boonen (4)        | Gijs Van Hoecke       | Carlo Bomans                            | Kevin De Weert       | Pas attribué            | Pas attribué    | Pas attribué   |
| 2013  | Sven Nys (2)          | Igor Decraene         | Patrick Lefevere                        | Stijn Vandenbergh    | Pas attribué            | Pas attribué    | Pas attribué   |
| 2014  | Greg Van Avermaet     | Dylan Teuns           | Walter Planckaert                       | Iljo Keisse          | Pas attribué            | Pas attribué    | Pas attribué   |
| 2015  | Greg Van Avermaet (2) | Laurens De Plus       | Walter Planckaert                       | Iljo Keisse          | Pas attribué            | Pas attribué    | Pas attribué   |
| 2016  | Greg Van Avermaet (3) | Bjorg Lambrecht       | Kevin De Weert                          | Iljo Keisse          | Jolien D'Hoore          | Pas attribué    | Pas attribué   |
| 2017  | Greg Van Avermaet (4) | Bjorg Lambrecht       | Patrick Lefevere                        | Julien Vermote       | Jolien D'Hoore (2)      | Pas attribué    | Pas attribué   |
| 2018  | Victor Campenaerts    | Remco Evenepoel       | Patrick Lefevere                        | Tim Declercq         | Nicky Degrendele        | Pas attribué    | Pas attribué   |
| 2019  | Remco Evenepoel       | Ilan Van Wilder       | Patrick Lefevere                        | Tim Declercq         | Sanne Cant              | Pas attribué    | Pas attribué   |
| 2020  | Wout van Aert         | Thibau Nys            | Allan Peiper                            | Tim Declercq         | Lotte Kopecky           | Pas attribué    | Pas attribué   |
| 2021  | Wout van Aert (2)     | Thibau Nys            | Philip Roodhooft et Christoph Roodhooft | Tim Declercq         | Lotte Kopecky (2)       | Pas attribué    | Pas attribué   |
| 2022  | Remco Evenepoel (2)   | Alec Segaert          | Sven Vanthourenhout                     | Tiesj Benoot         | Lotte Kopecky (3)       | Pas attribué    | Pas attribué   |
| 2023  | Remco Evenepoel (3)   | William Junior Lecerf | Philip Roodhooft et Christoph Roodhooft | Nathan Van Hooydonck | Lotte Kopecky (4)       | Julie De Wilde  | Pas attribué   |
| 2024  | Remco Evenepoel (4)   | Jarno Widar           | Sven Vanthourenhout                     | Justine Ghekiere     | Lotte Kopecky (5)       | Fleur Moors     | Maxime Hordies |